# Raškovice
Raškovice är en ort i Tjeckien. Den ligger i den östra delen av landet, 300 km öster om huvudstaden Prag. Raškovice ligger 405 meter över havet och antalet invånare är 1 771.
Terrängen runt Raškovice är kuperad åt sydost, men åt nordväst är den platt. Runt Raškovice är det glesbefolkat, med 11 invånare per kvadratkilometer. Närmaste större samhälle är Havířov, 18,0 km norr om Raškovice. I omgivningarna runt Raškovice växer i huvudsak blandskog.